# Mansfield (Connecticut)
Mansfield ist eine Stadt im Tolland County im US-Bundesstaat Connecticut, Vereinigte Staaten. Das U.S. Census Bureau hat bei der Volkszählung 2020 eine Einwohnerzahl von 25.892 ermittelt. Die geographischen Koordinaten sind: 41,76° Nord, 72,24° West. Das Stadtgebiet hat eine Größe von 117,8 km².
Im Stadtteil Storrs befindet sich der Campus der University of Connecticut.

## Schulen
- University of Connecticut
- Mansfield Middle School
- Goodwin School
- Southeast School
- Vinton School